# The Fire Eater
The Fire Eater' (Brasil: Comedor de Fogo / Portugal: O Domador de Chamas) é um filme norte-americano de 1921, do gênero faroeste, dirigido por B. Reeves Eason e estrelando Hoot Gibson.

## Elenco
- Hoot Gibson ... Bob Corey
- Louise Lorraine ... Martha McCarthy
- Walter Perry ... Jim O'Neil
- Thomas G. Lingham ... Jacob Lemar (creditado como Tom Lingham)
- Fred Lancaster ... Wolf Roselli
- Carmen Phillips ... Marie Roselli
- George Berrell ... Day McCarthy
- Bradley Ward ... Marty Frame (creditado como W. Bradley Ward)
- George A. Williams ... Mort Frame